# غاريث تايلور
غاريث تايلور (بالإنجليزية: Gareth Taylor)‏ (25 فبراير 1973 في المملكة المتحدة - ) هو لاعب كرة قدم بريطاني في مركز الهجوم. شارك مع منتخب ويلز لكرة القدم. أما مع النوادي، فقد لعب مع بورت فايل وشيفيلد يونايتد وكريستال بالاس وكوينز بارك رينجرز ومانشستر سيتي ونادي بريستول روفيرز ونادي بيرنلي ونادي ترانمير روفرز لكرة القدم ونادي دونكاستر روفرز ونادي ريكسهام ونادي كارلايل يونايتد ونادي كرو ألكساندرا ونوتينغهام فورست ونادي غلوستر سيتي ونادي ويموث.

## مسيرته الكروية
لعب غاريث تايلور خلال مسيرته الاحترافية مع 13 ناديًا في تسعة وعشرون موسمًا وسجل خلالها 137 هدف ضمن 555 مباراة. ولم يفز بأي موسم بالكأس أو بالدوري.
خاض غاريث تايلور مسيرته مع نادي بريستول روفيرز في موسم 1991–92 ليلعب معه خمسة مواسم، مشاركًا في 47 مباراة سجل خلالها 16 هدفًا. ثم انتقل إلى نادي شيفيلد يونايتد في موسم 1995–96 ليلعب معه أربعة مواسم، حيث شارك في 84 مباراة سجل خلالها 25 هدفًا. لينتقل بعدها إلى نادي مانشستر سيتي في موسم 1998–99 ولمدة موسمين، مشاركًا في 38 مباراة سجل خلالها 8 أهداف. ثم انتقل إلى نادي كوينز بارك رينجرز في موسم 1999–00 لمدة موسم واحد، مشاركًا في 6 مباريات سجل خلالها هدفًا واحدًا. هذا وانتقل لاحقًا إلى نادي بيرنلي في موسم 2000–01 واستمر معه طيلة ثلاثة مواسم، مشاركًا في 95 مباراة سجل خلالها 36 هدفًا. ثم انتقل بعدها إلى نادي نوتينغهام فورست في موسم 2003–04 واستمر معه طيلة ثلاثة مواسم، مشاركًا في 90 مباراة سجل خلالها 19 هدفًا. ليعود وينتقل من جديد، لكن هذه المرة إلى نادي كرو ألكساندرا في موسم 2005–06 لمدة موسم واحد، مشاركًا في 15 مباراة سجل خلالها 4 أهداف. لينتقل بعدها إلى نادي ترانمير روفرز في موسم 2006–07 ولمدة موسمين، مشاركًا في 60 مباراة سجل خلالها 10 أهداف. ثم لعب في نادي دونكاستر روفرز في موسم 2007–08 ولمدة موسمين، مشاركًا في 29 مباراة سجل خلالها هدفًا واحدًا. ليعود ويرتحل عنه إلى نادي كارلايل يونايتد في موسم 2008–09 لمدة موسم واحد، مشاركًا في 5 مباريات سجل خلالها هدفًا واحدًا أيضًا. ثم انتقل إلى نادي ريكسهام في موسم 2009–10 واستمر معه طيلة ثلاثة مواسم، مشاركًا في 62 مباراة سجل خلالها 15 هدفًا.

## وصلات خارجية
- غاريث تايلور على موقع قاعدة بيانات كرة القدم.إي يو (الإنجليزية)
- غاريث تايلور على موقع ناشيونال فوتبول تيمز (الإنجليزية)
- غاريث تايلور على موقع Soccerbase.com (لاعب) (الإنجليزية)